# Scottish Open 2005
Die Scottish Open 2005 fanden vom 24. bis zum 27. November 2005 in Glasgow statt. Der Referee war Keith Hawthorne aus England. Das Preisgeld betrug £ 4.000. Es war die 87. Austragung dieser internationalen Meisterschaften von Schottland im Badminton.

## Austragungsort
- Kelvin Hall, Glasgow

## Finalergebnisse
| Disziplin    | Sieger                          | Finalist                           | Ergebnis         |
| ------------ | ------------------------------- | ---------------------------------- | ---------------- |
| Herreneinzel | Przemysław Wacha                | Kasper Ødum                        | 9:15 15:8 15:2   |
| Dameneinzel  | Ella Karachkova                 | Judith Meulendijks                 | 11:6 11:8        |
| Herrendoppel | Imam Sodikin Andi Hartono       | Mihail Popov Svetoslav Stoyanov    | 17:14 10:15 15:7 |
| Damendoppel  | Nina Vislova Valeria Sorokina   | Elin Bergblom Johanna Persson      | 15:5 15:10       |
| Mixed        | Kristian Roebuck Jenny Wallwork | Rasmus Andersen Anastasia Russkikh | 15:8 14:17 15:5  |